# Aage Kabell
Aage Kabell (født 25. juli 1920 i Aalborg, død 20. december 1981 i Aarhus) var en dansk litteraturforsker og professor i litteratur. Kabell debuterede med Kierkegaardstudiet i Norden (1948). I 1952 tog han doktorgraden i Studier i metrik.
I Norge er han kendt som "den danske Wergelandsforsker". Kabell har bl.a. skrevet Wergeland, et omfattende tobindsværk om den norske forfatter Henrik Wergeland, som kom i 1956/57.
Han er begravet på Vestre Kirkegård i Aarhus.